# Lázaro (labdarúgó, 2002)
Lázaro (Belo Horizonte, 2002. március 12. –) brazil korosztályos válogatott labdarúgó, a spanyol Almería középpályása.

## Pályafutása

### Klubcsapatokban
Lázaro a brazíliai Belo Horizonte városában született. Az ifjúsági pályafutását a Flamengo akadémiájánál kezdte.
2020-ban mutatkozott be a Flamengo felnőtt keretében. 2022. szeptember 1-jén hatéves szerződést kötött a spanyol első osztályban szereplő Almería együttesével. Először a 2022. szeptember 12-ei, Osasuna ellen 1–0-ra elvesztett mérkőzés 71. percében, Lucas Robertone cseréjeként lépett pályára. Első gólját 2022. október 29-én, a Celta Vigo ellen hazai pályán 3–1-es győzelemmel zárult találkozón szerezte meg.

### A válogatottban
Lázaro 2017 és 2019 között tagja volt a brazil U17-es válogatottnak.

## Statisztikák
2023. április 29. szerint
| Klub     | Szezon   | Osztály  | Bajnokság | Bajnokság | Kupa és Ligakupa | Kupa és Ligakupa | Nemzetközi | Nemzetközi | Összesen | Összesen |
| Klub     | Szezon   | Osztály  | Meccs     | Gól       | Meccs            | Gól              | Meccs      | Gól        | Meccs    | Gól      |
| -------- | -------- | -------- | --------- | --------- | ---------------- | ---------------- | ---------- | ---------- | -------- | -------- |
| Almería  | 2022–23  | La Liga  | 14        | 2         | 1                | 0                | —          | —          | 15       | 2        |
| Összesen | Összesen | Összesen | 14        | 2         | 1                | 0                | 0          | 0          | 15       | 2        |

## Sikerei, díjai
Brazil U17-es válogatott
- U17-es labdarúgó-világbajnokság
  - Győztes (1): 2019